# Рычково (Московская область)

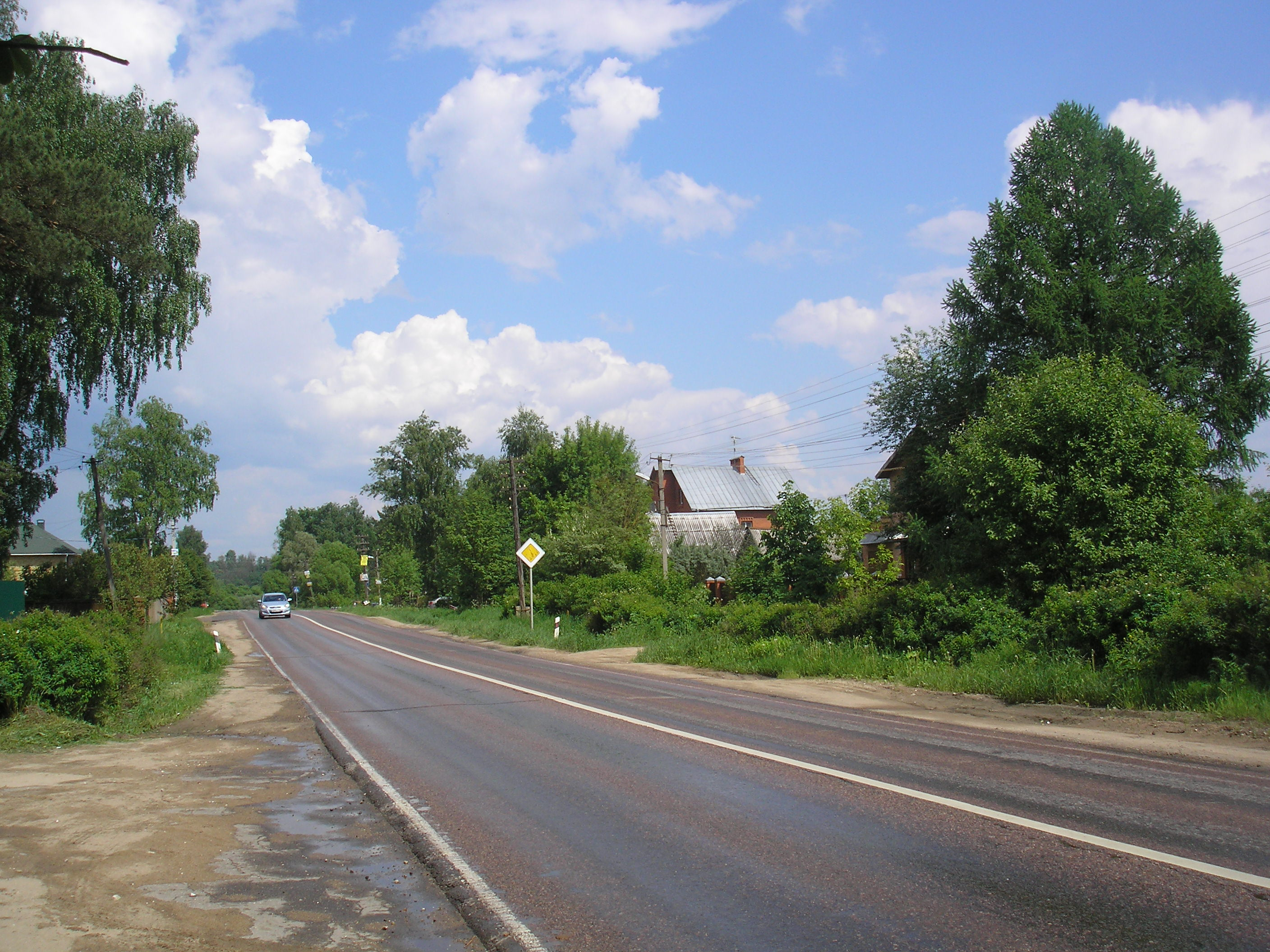

Рычково — деревня в Ермолинском сельском поселении Истринского района Московской области. Население — 387 чел. (2010). В деревне 1 улица — Военная, зарегистрировано 1 садовое товарищество. С Истрой связан автобусным сообщением (автобус № 39).
Расположено на правом берегу реки Песочная, у слияния с Даренкой, примерно в 1 км на северо-восток от Истры, высота над уровнем моря 165 м. Ближайшие населённые пункты: за рекой на востоке Кашино и в 1,5 км на север — Ермолино.

## Население

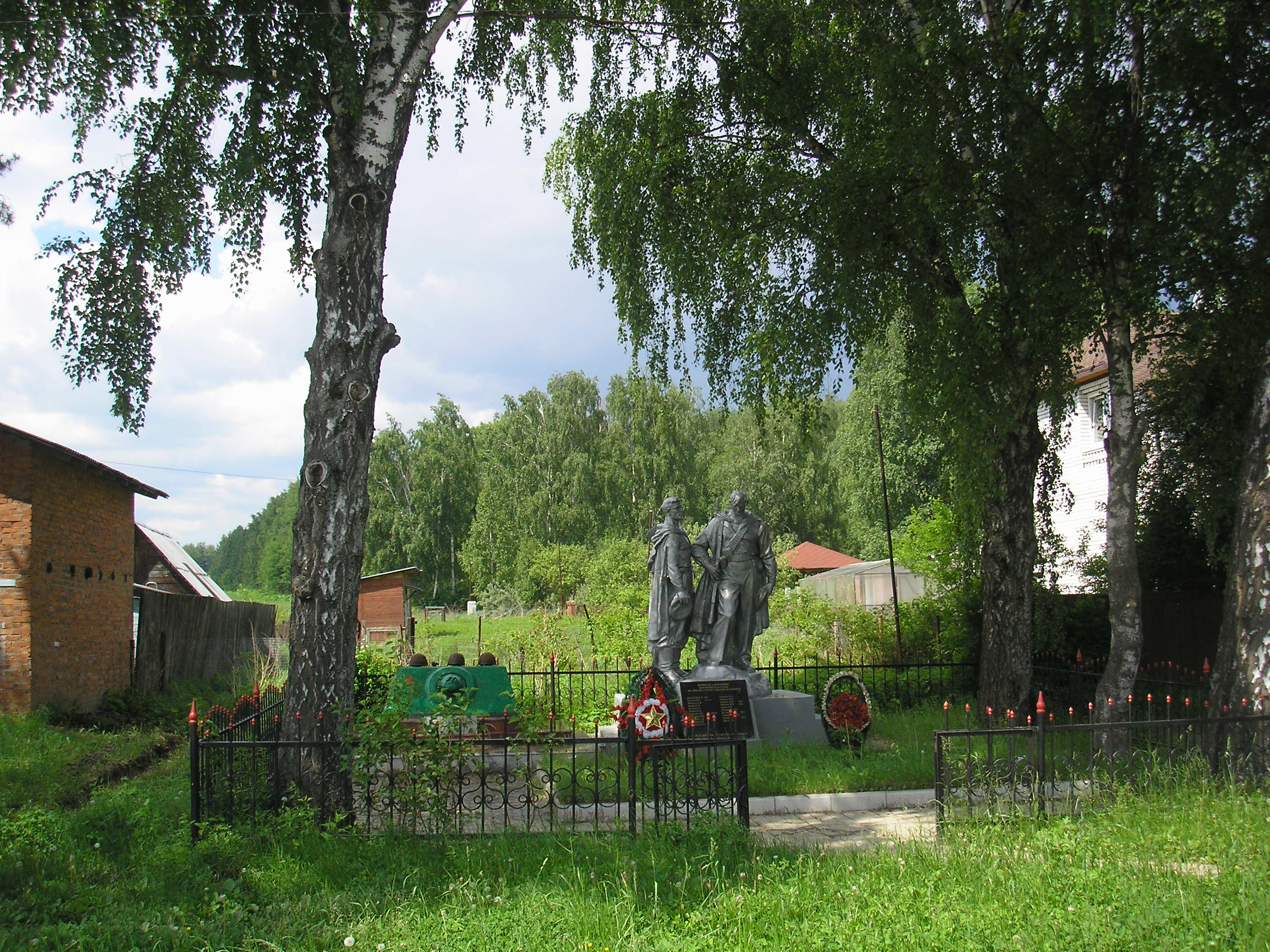
Братская могила советских воинов и погибших жителей деревни Рычково

| 2002 | 2006 | 2010 |
| ---- | ---- | ---- |
| 384  | ↘39  | ↗387 |